# Premi Oscar 2025

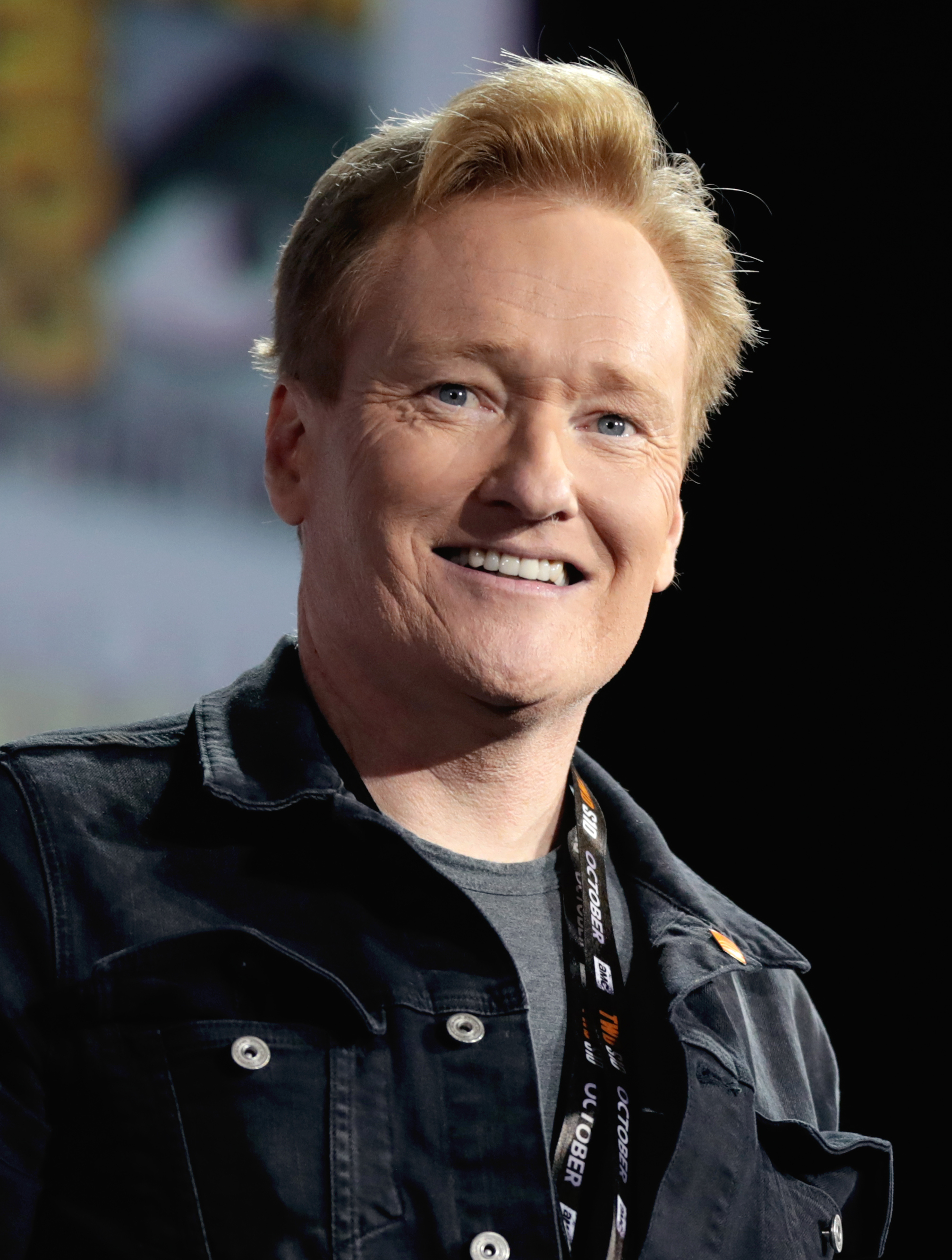
Il presentatore della serata Conan O'Brien.

La 97ª edizione dei premi Oscar si è tenuta a Los Angeles al Dolby Theatre il 2 marzo 2025 ed è stata presentata per la prima volta da Conan O'Brien.
La data di annuncio delle candidature, inizialmente prevista per il 17 gennaio 2025, è stata posticipata al 23 gennaio 2025 a causa degli incendi che hanno colpito la California il 7 gennaio. Il film più candidato è stato Emilia Pérez, con 13 candidature, seguito da The Brutalist e Wicked con 10 a testa.
Il 17 novembre 2024, durante la cerimonia dei Governors Awards, sono stati annunciati i premi speciali.
A trionfare al termine della cerimonia di premiazione è stato il film Anora che ha conquistato cinque statuette, dalla miglior attrice protagonista a Mikey Madison alle quattro personali per il suo autore Sean Baker che vince per miglior film, regia, sceneggiatura originale e montaggio, eguagliando dopo oltre 70 anni il record di Walt Disney, fino a ora unico a ottenerne quattro in una volta sola, anche se Disney le ottenne per quattro pellicole differenti. 
Gli altri film a guadagnare più premi sono: The Brutalist con 3 statuette, tra cui il miglior attore a Adrien Brody che conquista così il suo secondo Oscar nella stessa categoria dopo 22 anni; Emilia Pérez con due premi, tra cui quello come miglior attrice non protagonista a Zoe Saldana; Dune - Parte due che conquista due Oscar tecnici per i migliori effetti speciali e il miglior sonoro; Wicked, anch'esso due Oscar tecnici per migliori costumi e scenografia.

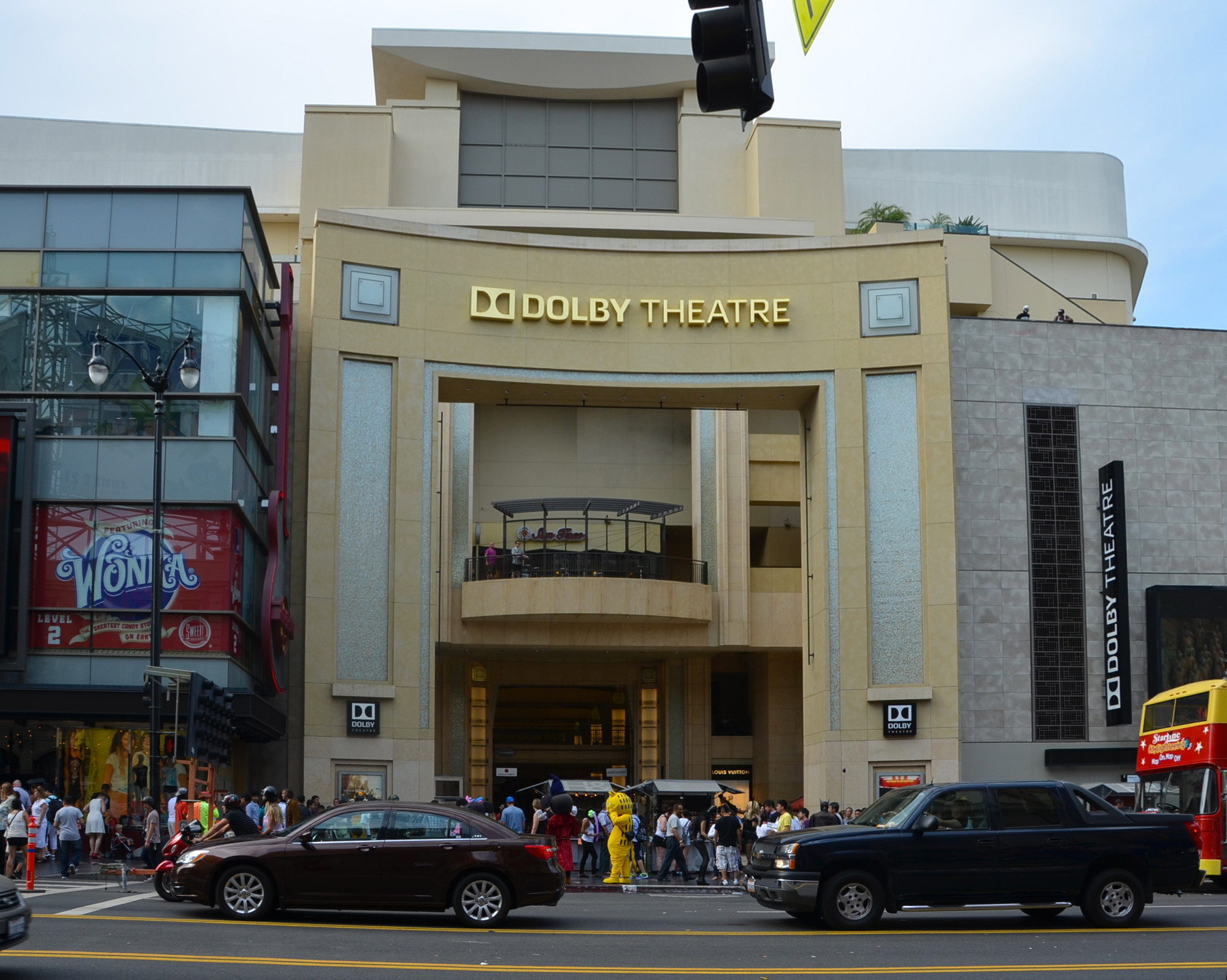
Il Dolby Theatre a Hollywood

## Vincitori e candidati
Vengono di seguito indicati in grassetto i vincitori. Ove ricorrente e disponibile, viene indicato il titolo in lingua italiana e quello in lingua originale tra parentesi.

### Miglior film
- Anora, regia di Sean Baker
- The Brutalist, regia di Brady Corbet
- A Complete Unknown, regia di James Mangold
- Conclave, regia di Edward Berger
- Dune - Parte due (Dune: Part Two), regia di Denis Villeneuve
- Emilia Pérez, regia di Jacques Audiard
- Io sono ancora qui (Ainda estou aqui), regia di Walter Salles
- I ragazzi della Nickel (Nickel Boys), regia di RaMell Ross
- The Substance, regia di Coralie Fargeat
- Wicked, regia di Jon M. Chu

### Miglior regista
- Sean Baker – Anora
- Jacques Audiard – Emilia Pérez
- Brady Corbet – The Brutalist
- Coralie Fargeat – The Substance
- James Mangold – A Complete Unknown

### Miglior attore protagonista
- Adrien Brody – The Brutalist
- Timothée Chalamet – A Complete Unknown
- Colman Domingo – Sing Sing
- Ralph Fiennes – Conclave
- Sebastian Stan – The Apprentice - Alle origini di Trump (The Apprentice)

### Miglior attrice protagonista
- Mikey Madison – Anora
- Cynthia Erivo – Wicked
- Karla Sofía Gascón – Emilia Pérez
- Demi Moore – The Substance
- Fernanda Torres – Io sono ancora qui (Ainda estou aqui)

### Miglior attore non protagonista
- Kieran Culkin – A Real Pain
- Jurij Borisov – Anora
- Edward Norton – A Complete Unknown
- Guy Pearce – The Brutalist
- Jeremy Strong – The Apprentice - Alle origini di Trump (The Apprentice)

### Miglior attrice non protagonista
- Zoe Saldana – Emilia Perez
- Monica Barbaro – A Complete Unknown
- Ariana Grande – Wicked
- Felicity Jones – The Brutalist
- Isabella Rossellini – Conclave

### Miglior sceneggiatura non originale
- Peter Straughan – Conclave
- Jacques Audiard, Thomas Bidegain, Léa Mysius e Nicolas Livecchi – Emilia Pérez
- Greg Kwedar, Clint Bentley, Clarence Maclin e John "Divine G" Whitfield – Sing Sing
- James Mangold e Jay Cocks – A Complete Unknown
- RaMell Ross e Joslyn Barnes – I ragazzi della Nickel (Nickel Boys)

### Miglior sceneggiatura originale
- Sean Baker – Anora
- Moritz Binder, Tim Fehlbaum e Alex David – September 5 - La diretta che cambiò la storia (September 5)
- Brady Corbet e Mona Fastvold – The Brutalist
- Jesse Eisenberg – A Real Pain
- Coralie Fargeat – The Substance

### Miglior film internazionale
- Io sono ancora qui (Ainda estou aqui), regia di Walter Salles (Brasile)
- Flow - Un mondo da salvare (Straume), regia di Gints Zilbalodis (Lettonia)
- Pigen med nålen, regia di Magnus von Horn (Danimarca)
- Il seme del fico sacro (Dāne-ye anjīr-e ma'ābed), regia di Mohammad Rasoulof (Germania)
- Emilia Pérez, regia di Jacques Audiard (Francia)

### Miglior film d'animazione
- Flow - Un mondo da salvare (Straume), regia di Gints Zilbalodis
- Il robot selvaggio (The Wild Robot), regia di Chris Sanders
- Inside Out 2, regia di Kelsey Mann
- Wallace e Gromit - Le piume della vendetta (Wallace & Gromit: Vengeance Most Fowl), regia di Nick Park e Merlin Crossingham
- Memoir of a Snail, regia di Adam Elliot

### Miglior fotografia
- Lol Crawley – The Brutalist
- Jarin Blaschke – Nosferatu
- Greig Fraser – Dune - Parte due (Dune: Part Two)
- Paul Guilhaume – Emilia Pérez
- Edward Lachman – Maria

### Miglior scenografia
- Nathan Crowley (scenografia) e Lee Sandales (arredamento) – Wicked
- Judy Becker (scenografia) e Patricia Cuccia (arredamento) – The Brutalist
- Suzie Davies (scenografia) e Cynthia Sleiter (arredamento) – Conclave
- Craig Lathrop (scenografia) e Beatrice Brentnerová (arredamento) – Nosferatu
- Patrice Vermette (scenografia) e Shane Vieau (arredamento) – Dune - Parte due (Dune: Part Two)

### Migliori costumi
- Paul Tazewell – Wicked
- Lisy Christl – Conclave
- Linda Muir – Nosferatu
- Arianne Phillips – A Complete Unknown
- Janty Yates e Dave Crossman – Il gladiatore II (Gladiator II)

### Migliori trucco e acconciatura
- Pierre-Olivier Persin, Stéphanie Guillon e Marilyne Scarselli – The Substance
- Julia Floch Carbonel, Emmanuel Janvier e Jean-Christophe Spadaccini – Emilia Pérez
- Frances Hannon, Laura Blount e Sarah Nuth – Wicked
- Mike Marino, David Presto e Crystal Jurado – A Different Man
- David White, Traci Loader e Suzanne Stokes-Munton – Nosferatu

### Migliori effetti visivi
- Paul Lambert, Stephen James, Rhys Salcombe e Gerd Nefzer – Dune - Parte due (Dune: Part Two)
- Eric Barba, Nelson Sepúlveda-Fauser, Daniel Macarin e Shane Mahan – Alien: Romulus
- Pablo Helman, Jonathan Fawkner, David Shirk e Paul Corbould – Wicked
- Luke Millar, David Clayton, Keith Herft e Peter Stubbs – Better Man
- Erik Winquist, Stephen Unterfranz, Paul Story e Rodney Burke – Il regno del pianeta delle scimmie (Kingdom of the Planet of the Apes)

### Miglior montaggio
- Sean Baker – Anora
- Dávid Jancsó – The Brutalist
- Nick Emerson – Conclave
- Myron Kerstein – Wicked
- Juliette Welfling – Emilia Pérez

### Miglior sonoro
- Gareth John, Richard King, Ron Bartlett e Doug Hemphill – Dune - Parte due (Dune: Part Two)
- Randy Thom, Brian Chumney, Gary A. Rizzo e Leff Lefferts – Il robot selvaggio (The Wild Robot)
- Simon Hayes, Nancy Nugent Title, Jack Dolman, Andy Nelson e John Marquis – Wicked
- Erwan Kerzanet, Aymeric Devoldère, Maxence Dussère, Cyril Holtz e Niels Barletta – Emilia Pérez
- Tod A. Maitland, Donald Sylvester, Ted Caplan, Paul Massey e David Giammarco – A Complete Unknown

### Miglior colonna sonora originale
- Daniel Blumberg – The Brutalist
- Kris Bowers – Il robot selvaggio (The Wild Robot)
- John Powell e Stephen Schwartz – Wicked
- Volker Bertelmann – Conclave
- Camille e Clément Ducol – Emilia Pérez

### Miglior canzone originale
- El mal (testo: Clément Ducol, Camille, Jacques Audiard – musica: Clément Ducol, Camille) – Emilia Pérez
- The Journey (testo e musica: Diane Warren) – The Six Triple Eight
- Like a Bird (testo e musica: Abraham Alexander, Adrian Quesada) – Sing Sing
- Mi camino (testo e musica: Clément Ducol, Camille) – Emilia Pérez
- Never Too Late (testo e musica: Elton John, Brandi Carlile, Andrew Watt, Bernie Taupin) – Elton John: Never Too Late

### Miglior documentario
- No Other Land, regia di Basel Adra, Yuval Abraham, Rachel Szor ed Hamdan Ballal
- Black Box Diaries, regia di Shiori Itō
- Porcelain War, regia di Brendan Bellomo e Slava Leont'jev
- Soundtrack to a Coup d'Etat, regia di Johan Grimonprez
- Sugarcane, regia di Julian Brave NoiseCat e Emily Kassie

### Miglior cortometraggio documentario
- The Only Girl in the Orchestra - La storia di Orin O'Brien (The Only Girl in the Orchestra), regia di Molly O'Brien
- Death by Numbers, regia di Kim A. Snyder
- I Am Ready, Warden, regia di Smriti Mundhra
- Incident, regia di Bill Morrison
- Instruments of a Beating Heart, regia di Ema Ryan Yamazaki

### Miglior cortometraggio
- I'm Not a Robot, regia di Victoria Warmerdam
- A Lien, regia di Sam e David Cutler-Kreutz
- Anuja, regia di Adam J. Graves
- Čovjek koji nije mogao šutjeti, regia di Nebojša Slijepčević
- The Last Ranger, regia di Cindy Lee

### Miglior cortometraggio d'animazione
- Dar sāye sarv (In the Shadow of the Cypress), regia di Hossein Molayemi e Shirin Sohani
- Amedama, regia di Daisuke Nishio
- Beautiful Men, regia di Nicolas Keppens
- Beurk!, regia di Loïc Espuche
- Wander to Wonder, regia di Nina Gantz

## Premi speciali

### Oscar onorario
- Quincy Jones
- Juliet Taylor

### Premio umanitario Jean Hersholt
- Richard Curtis

### Premio alla memoria Irving G. Thalberg
- Michael G. Wilson e Barbara Broccoli